# 竹腰友正
竹腰 友正（たけのこし ともまさ、延宝元年（1673年） - 宝永3年4月19日（1706年5月30日））は、尾張藩の附家老、美濃国今尾藩の第3代当主。官位は従五位下、筑後守。2代当主・竹腰正晴の長男。
延宝5年（1677年）1月19日、父・正晴が死去したため、同年2月10日に5歳で跡を継いだ。正晴の従兄弟にあたる尾張藩主の徳川光友より偏諱を賜って友正と名乗る。元禄2年（1689年）に初めて将軍の徳川綱吉に拝謁、12月に従五位下筑後守に叙任、友正には嗣子がなかったために従弟の正映を養子とした。宝永3年（1706年）4月19日に死去し、跡を養子の正映が継いだ。法号は友正院殿賢誉皓哲居士。墓所は愛知県名古屋市の相応寺。

## 系譜
父母
- 竹腰正晴（父）

養子
- 竹腰正映 ー 竹腰正辰の長男